# Hemshofschachtel
Das Theater Hemshofschachtel, kurz auch Hemshofschachtel, ist ein Mundarttheater in Ludwigshafen am Rhein im Stadtteil Nord/Hemshof. Aufgeführt werden dort Theaterstücke und Kabarett im pfälzischen Dialekt.
Der Name Hemshofschachtel geht dabei auf eine alte Wassermühle zurück, die in der Nähe des Theaters an einem Rheinarm gelegen war. Das Theater ist in rotem Samt ausgekleidet und verfügt über etwa 80 Sitzplätze. Das Foyer ist im Stil eines Wohnzimmers gestaltet. 
Das Theater, das als Privattheater geführt wird, wurde 1987 von Marie-Louise Mott (auch Malou Mott), einer ausgebildeten Schauspielerin, gegründet. Mott, die in Ludwigshafen am Rhein geboren wurde, ist Deutsch-Französin. Sie ist Intendantin und Theaterleiterin. Als Künstlerischer Leiter, Regisseur und Autor ist Andreas Assanoff tätig. Die Schauspieler sind Laiendarsteller. Das Theater hat ein regelmäßiges Ensemble von 25 bis 30 Schauspielern. In der Spielzeit 2011/12 feierte das Theater Hemshofschachtel sein 25-jähriges Bestehen mit dem Lustspiel Jesses nä, so ä Theater! mit Mott als Theaterintendantin Fanny in der Hauptrolle.
Neben dem regulären monatlichen Spielplan bietet das Theater Hemshofschachtel auch Vorstellungen für Geburtstags-, Betriebs- und Weihnachtsfeiern an. Die Aufführungen werden außerdem bei Gastspielabstechern gezeigt.
Überregionale Bekanntheit erhielt das Theater Hemshofschachtel als Drehort und Kulisse für den Tatort: Babbeldasch, der im Februar 2017 auf Das Erste seine Erstausstrahlung hatte. In dem Tatort wirkten neben Mott und Assanoff auch über 20, teilweise langjährige Ensemblemitglieder des Theaters Hemshofschachtel mit, u. a. Motts Tochter Petra Mott, Gerd Rohrbacher, Vito Schito und Christian Borowski.
Im Jahr 2006 geriet das Theater Hemshofschachtel negativ in die Schlagzeilen, als fünf Menschen mit geistiger Behinderung ein Theaterbesuch durch die Theaterleitung verweigert wurde, da eine Störung der Aufführung zu befürchten sei.